# Steve Menzies
Pour les articles homonymes, voir Menzies.

a Compétitions nationales et continentales officielles uniquement.

b Matchs officiels uniquement.
Steve Menzies, né le 4 décembre 1973, est un joueur australien de rugby à XIII évoluant au poste de deuxième ligne dans les années 1990, 2000 et 2010. Il a principalement évolué sous les couleurs de Manly Sea Eagles entre-coupé d'une période aux Northern Eagles avant de s'exiler en Angleterre aux Bradford Bulls, puis en France aux Dragons Catalans. Il est le second meilleur marqueur d'essais du championnat élite d'Australie derrière Ken Irvine avec 180 essais. Il a été jusqu'en 2011 le co-recordman (avec Terry Lamb) de match en NRL avec 349 matchs, records battu par Darren Lockyer. En septembre 2013, à l'âge de 39 ans, Steve Menzies prend sa retraite sportive et est à présent ambassadeur du club de Manly.

## Palmarès
- Collectif :
  - Vainqueur de la Coupe du monde : 1995 (Australie).
  - Vainqueur de la National Rugby League : 1996 et 2008 (Manly).
  - Finaliste de la National Rugby League : 1995, 1997 et 2007 (Manly).
- Individuel :
  - Meilleur marqueur d'essais de la Coupe du monde : 1995 (Australie).
  - Nommé dans l'équipe type de Super League : 2011 (Dragons Catalans).